# Suleiman Nyambui
Suleiman Nyambui, né le 13 février 1953, est un ancien coureur tanzanien de fond.
Aux Jeux olympiques d'été de Moscou, il a remporté l'argent sur 5 000 m.
Son temps de 13 min 20 s 4 établi le 6 février 1981 lors des Millrose Games à New York constitue le premier record du monde du 5 000 mètres en salle homologué par l'IAAF.

## Palmarès

### Jeux olympiques
- Jeux olympiques d'été de 1980 à Moscou ( Union soviétique)
  -  Médaille d'argent sur 5 000 m